# Stade Pierre de Coubertin (Paris)
Das Stade Pierre de Coubertin ist eine Mehrzweckhalle im 16. Arrondissement der französischen Hauptstadt Paris und trägt den Namen von Pierre de Coubertin, dem Gründer des Internationalen Olympischen Komitees (IOC). Sie ist die Heimspielstätte des Basketballvereins Paris-Levallois Basket und der Handballer von Paris Saint-Germain. Die Frauenhandball-Mannschaft Paris 92 aus Issy-les-Moulineaux spielt hauptsächlich im Palais des Sports Robert-Charpentier mit 1.500 Plätzen. Gelegentlich weicht man in die größere Halle aus. Momentan bietet die Mehrzweckhalle zu Basketball- oder Handballspielen Platz für 4.016 Zuschauer (3.402 Sitzplätze). Bei Boxveranstaltungen sind es mit den Plätzen am Ring insgesamt 4.836 Plätze.

## Geschichte
Die Halle wurde 1937 anlässlich der Weltausstellung eröffnet und 1946 nach dem Zweiten Weltkrieg wieder aufgebaut. In den 1950er und 60er Jahren wurden dort viele große Boxkämpfe ausgetragen. Verschiedenste Sportveranstaltungen wie Judo, Boxen, Karate, Badminton, Fechten, Tanzen, Tennis, Kunstturnen, Basketball oder Handball fanden in der Halle über die Jahre statt. 1971 machte der Masters Grand Prix Station im Stade Pierre de Coubertin. Der Rumäne Ilie Năstase gewann das Saisonfinale im Tennis. 1990 wurde die Halle renoviert und den internationalen Standards angepasst. Von 1993 bis 2014 kam in der Halle das Damentennisturnier Open GDF Suez zur Austragung, bevor es nach Antwerpen verlegt wurde.

## Galerie

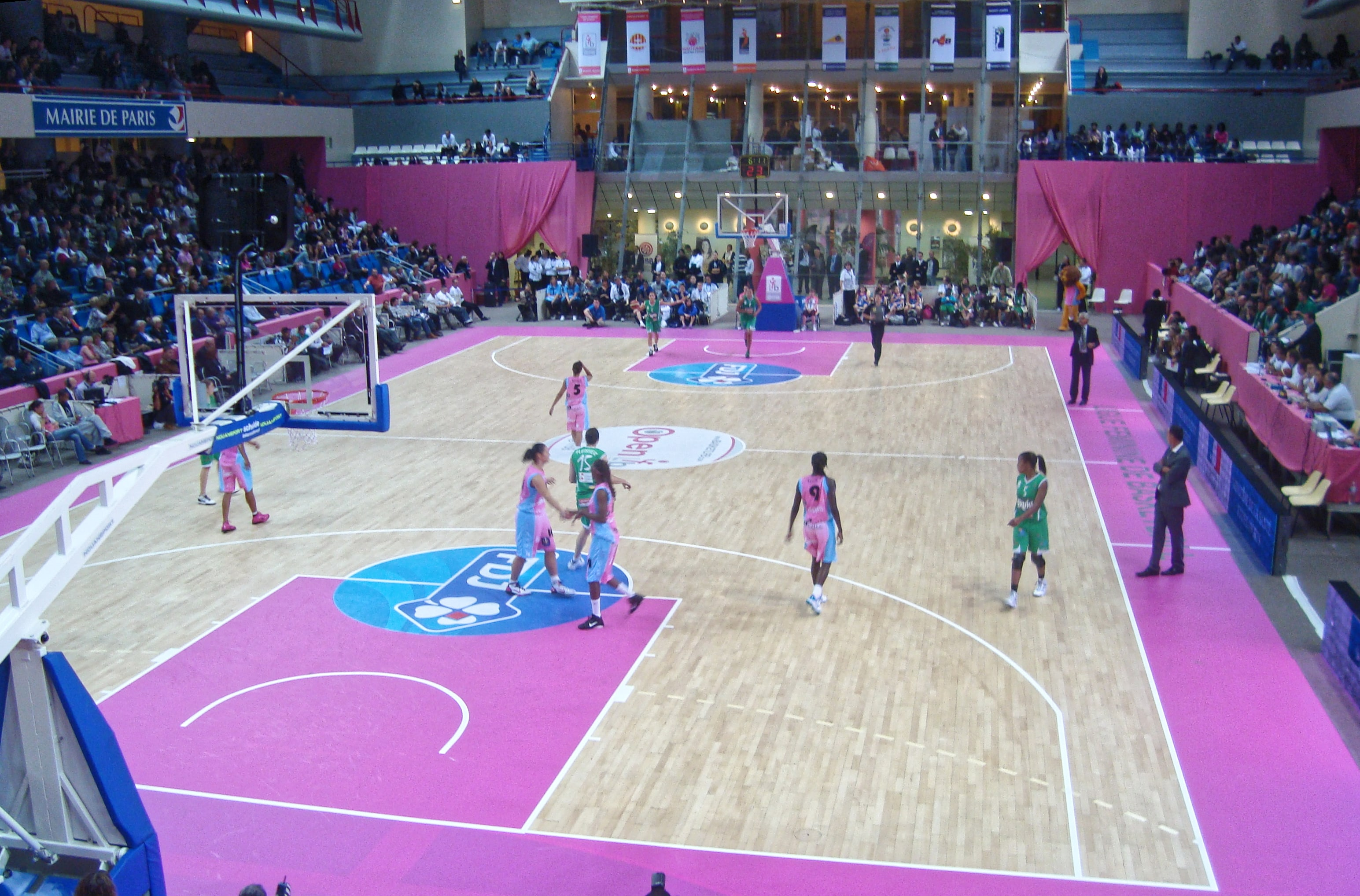
Spiel der Ligue Féminine de Basketball in der Saison 2010/11
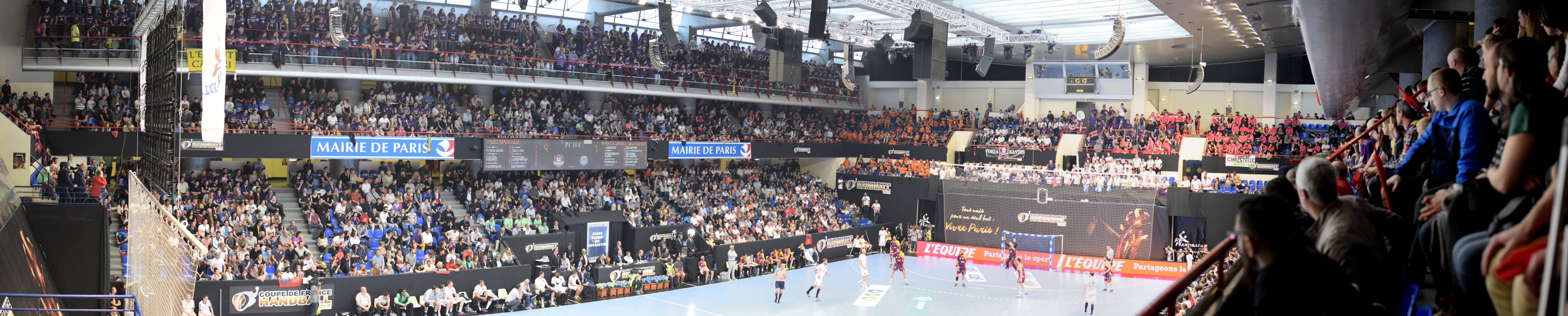
Endspiel im Coupe de France der Männer 2015
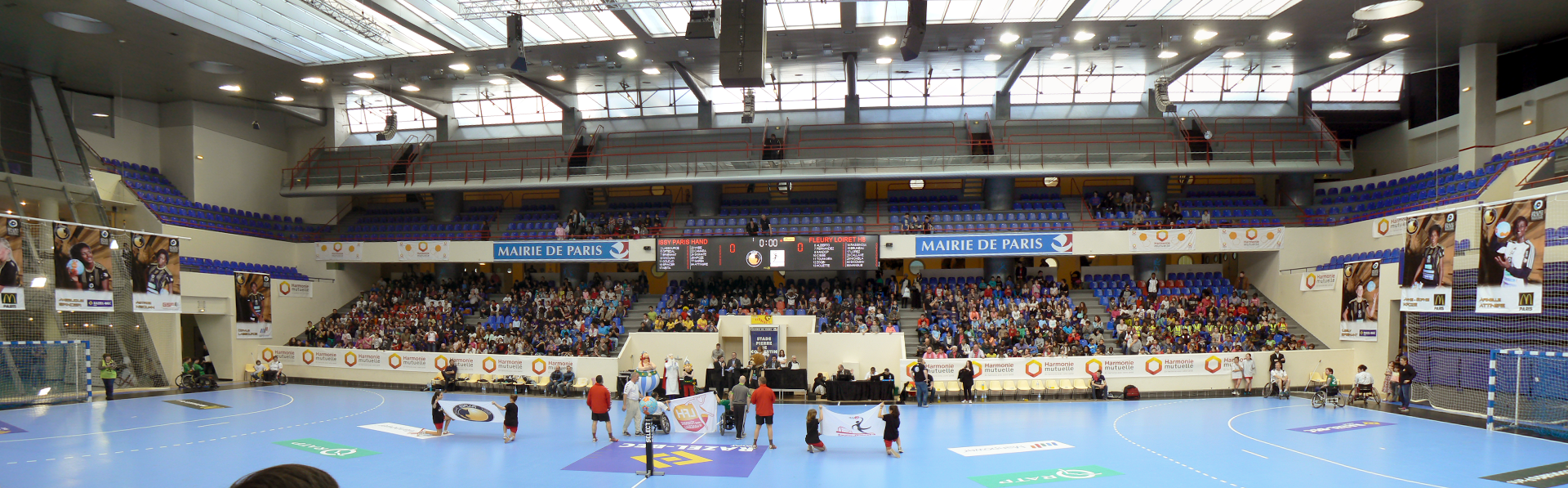
Ligaspiel von Issy Paris Hand gegen Fleury Loiret HB (März 2014)